# Río Plata
El río Plata es un curso fluvial de Cantabria (España) perteneciente a la cuenca hidrográfica del Pas. Tiene una longitud de 7,828 kilómetros, con una pendiente media de 4,3º.